# Cartierele Făgărașului
Aceasta este o listă ce cuprinde toate cartierele și zonele Municipiului Făgăraș.
| Cartier/Zonă                                 | Tip                                                                    | Poză | Hartă |
| -------------------------------------------- | ---------------------------------------------------------------------- | ---- | ----- |
| Cartierul 13 Decembrie                       | Locuințe (Blocuri și Case)                                             |      |       |
| Cartierul Centru                             | Locuințe (Case și Blocuri)                                             |      |       |
| Cartierul Colonia Combinat                   | Locuințe (Case)                                                        |      |       |
| Cartierul Combinat                           | Locuințe (Blocuri)                                                     |      |       |
| Cartierul Florilor                           | Locuințe (Case și Blocuri)                                             |      |       |
| Cartierul Galați                             | Locuințe (Case)                                                        |      |       |
| Cartierul Gării                              | Locuințe (Blocuri și Case)                                             |      |       |
| Cartierul Ion Creangă                        | Locuințe (Case)                                                        |      |       |
| Cartierul Meltea                             | Locuințe (Case)                                                        |      |       |
| Cartierul Miorița                            | Locuințe (Cartier Rezidențial)                                         |      |       |
| Cartierul Negoiu                             | Locuințe (Case și Blocuri)                                             |      |       |
| Cartierul Tudor Vladimirescu                 | Locuințe (Blocuri)                                                     |      |       |
| Cartierul Titu Perția                        | Locuințe (Case)                                                        |      |       |
| Cartierul Vasile Alecsandri                  | Locuințe (Case și Blocuri)                                             |      |       |
| Cartierul Veteranilor                        | Locuințe (Case)                                                        |      |       |
| Cartierul Vlad Țepeș                         | Locuințe (Case)                                                        |      |       |
| Complex Turistic Fântânița Crăiesei Făgăraș  | Complex Turistic (Restaurant, Pensiune, Camping, Pescuit)              |      |       |
| Făgăraș Value Centre                         | Zonă Comercială (Kaufland, JYSK, CCC, Sportisimo, Flanco)              |      |       |
| Prima Shops Făgăraș                          | Zonă Comercială (LIDL, Altex, Deichmann, Takko Fashion, Noriel, Pepco) |      |       |
| Zona Industrială a Combinatul Chimic Făgăraș | Zonă Industrială (Combinatul Chimic Nitramonia)                        |      |       |
| Zona Industrială UPRUC                       | Zonă Industrială (UPRUC CTR, UPRUC POL, UPRUC TPA, BERG BANAT)         |      |       |